# Släkten (bokserie)
Släkten är en bokserie som skapats av bokförlaget Historiska Media med inspiration från Danmark där man har gjort en liknande serie (Slægten).
Släkten är ett skönlitterärt serieverk om Sveriges historia. Serien berättar om en fiktiv släkts historia från vikingatid till våra dagar där kvinnliga huvudpersoner står i händelsernas centrum. En ring utgör också en släktklenod som följer med genom århundradena. 
Det är en författarstafett och de medverkande författarna är alla kvinnor. År 2024 blev författaren Maria Gustavsdotter den första författaren att ta upp stafettskrivningen i serien för andra gången. 
Professor Dick Harrison har lagt en grund med de historiska skeenden som varje författare sedan bygger in i sin roman.

## Delar
- 2008 Katarina Mazetti Blandat blod [2] (Utspelar under 900-talet.[3])
- 2009 Karin Wahlberg Sigrids hemlighet [4] (Utspelar sig under första hälften av 1000-talet.[5])
- 2010 Catharina Ingelman-Sundberg Tempelbranden [6] (Utspelar sig under andra hälften av 1000-talet.[7])
- 2012 Maria Gustavsdotter Helenas hämnd [8] (Utspelar sig under första hälften av 1100-talet. Huvudpersonen baseras på en (troligen) historisk person, Sankta Elin av Skövde.[9])
- 2013 Ingrid Kampås Drottningkronan [10] (Utspelar sig under andra hälften av 1100-talet. Huvudpersonen baserar sig på kung Knut Erikssons till namnet okända drottning.[11])
- 2014 Elisabet Nemert Ringens gåta [12] (Utspelar sig under första hälften av 1200-talet. Huvudpersonen är en fiktiv systerdotter till Birger jarl.[13])
- 2015 Ewa Klingberg Stenhuggarens dotter [14] (Utspelar sig under andra hälften av 1200-talet.[15])
- 2016 Elvira Birgitta Holm Falkens döttrar [16] (Utspelar sig i slutet av 1200-talet och första hälften av 1300-talet.[17])
- 2017 Agneta Arnesson Westerdahl Skuggornas tid[18] (Utspelar sig under andra hälften av 1300-talet.[19])
- 2018 Elisabeth Östnäs Midsommarbrud. (Utspelar sig under första hälften av 1400-talet.)[20]
- 2019 Johanna Nilsson Skärvornas drottning (Utspelar sig under första hälften av 1500-talet.)[21]
- 2024 Maria Gustavsdotter Pärlstickarens hustru (utspelar sig i mitten av 1500-talet).[22]

## Fotnoter
1. ↑  ”Om serien”. Förlaget Historiska Media. http://släkten.historiskamedia.se/. Läst 30 september 2019.
2. ↑  Mazetti först ut i stort historieprojekt Sydsvenskan 2 juni 2008
3. ↑  ”Släkten - Blandat blod”. https://xn--slkten-cua.historiskamedia.se/bok/blandat-blod/. Läst 6 februari 2025.
4. ↑  Intervju med Karin Wahlberg Arkiverad 5 januari 2017 hämtat från the Wayback Machine. Malmö stad
5. ↑  ”Släkten - Sigrids hemlighet”. https://xn--slkten-cua.historiskamedia.se/bok/sigrids-hemlighet/. Läst 6 februari 2025.
6. ↑  Fartfyllt och lättläst men inte mer Svenska Dagbladet 22 november 2010
7. ↑  ”Släkten - Tempelbranden”. https://xn--slkten-cua.historiskamedia.se/bok/tempelbranden/. Läst 6 februari 2025.
8. ↑  Hon ger nytt liv åt Helena av Skövde Expressen/GT 17 september 2012
9. ↑  ”Släkten - Helenas hämnd”. https://xn--slkten-cua.historiskamedia.se/bok/helenas-hamnd/. Läst 6 februari 2025.
10. ↑  Skriver kvinnans historia Arkiverad 5 januari 2017 hämtat från the Wayback Machine. Alingsås Tidning 25 september 2013
11. ↑  ”Släkten - Drottningkronan”. https://xn--slkten-cua.historiskamedia.se/bok/drottningkronan/. Läst 6 februari 2025.
12. ↑  Historisk bok presenterades i Mjölby Corren.se 19 augusti 2014
13. ↑  ”Släkten - Ringens gåta”. https://xn--slkten-cua.historiskamedia.se/bok/ringens-gata/. Läst 6 februari 2025.
14. ↑  Debuten man inte trodde fanns Arkiverad 5 januari 2017 hämtat från the Wayback Machine. Vetlanda-Posten 26 augusti 2015
15. ↑  ”Släkten - Stenhuggarens dotter”. https://xn--slkten-cua.historiskamedia.se/bok/stenhuggarens-dotter/. Läst 6 februari 2025.
16. ↑  Ny historisk roman av Elvira Birgitta Holm Arkiverad 5 januari 2017 hämtat från the Wayback Machine. Dalademokraten 12 oktober 2016
17. ↑  ”Släkten - Falkens döttrar”. https://xn--slkten-cua.historiskamedia.se/bok/falkens-dottrar/. Läst 6 februari 2025.
18. ↑   Skuggornas tid: Släkten del 9 | Historiska Media. Arkiverad från originalet den 6 mars 2018. https://web.archive.org/web/20180306022957/http://www.historiskamedia.se/bok/skuggornas-tid/. Läst 5 mars 2018
19. ↑  ”Släkten - Skuggornas tid”. https://xn--slkten-cua.historiskamedia.se/bok/skuggornas-tid/. Läst 6 februari 2025.
20. ↑  ”Släkten - Midsommarbrud”. https://xn--slkten-cua.historiskamedia.se/bok/midsommarbrud/. Läst 6 februari 2025.
21. ↑  ”Släkten - Skärvornas drottning”. https://xn--slkten-cua.historiskamedia.se/bok/skarvornas-drottning/. Läst 6 februari 2025.
22. ↑  ”Släkten - Pärlstickarens hustru”. https://xn--slkten-cua.historiskamedia.se/bok/parlstickarens-hustru/. Läst 6 februari 2025.